# Parthenope (schimmelgeslacht)
Parthenope is een geslacht van schimmels uit de familie Pezizellaceae. De typesoort is Parthenope parasitica.

## Soorten
Volgens Index Fungorum telt het geslacht twee soorten (peildatum februari 2022):
| Soortnaam             | Auteur(s) | Publicatiejaar |
| --------------------- | --------- | -------------- |
| Parthenope parasitica | Velen.    | 1934           |
| Parthenope pilatii    | Velen.    | 1939           |